# 高岡希一
高岡 希一（たかおか きいち、1960年11月19日- ）は、千葉県銚子市出身のアニメーター・アニメーション演出家である。
演出家としては、「たかおか きいち」という別名義で表記される場合もある。

## 来歴
千葉県立銚子商業高等学校を卒業後、友人の勧誘を受けてスタジオぴえろに入社。『うる星やつら』の動画担当、『スプーンおばさん』などの動画チェッカーを経て、『魔法のスターマジカルエミ』にて初めて作画監督を務めた。
その後は、『魔法のアイドルパステルユーミ』『シティーハンター』などでも作画監督を務めている。
1987年頃にスタジオぴえろを退社し、以降は作画スタジオ「うさぎ屋」の代表者などを経て、2013年現在はフリーランスの立場でアニメーションの作画や演出に関わっているとの事である。

## 主な参加作品

### 作画監督
- 魔法のスターマジカルエミ
- 魔法のアイドルパステルユーミ
- あんみつ姫
- シティーハンター
- シティーハンター2
- 機動警察パトレイバー
- アニメひみつの花園
- ワールドトリガー
- 双星の陰陽師
- チア男子!!
- 競女!!!!!!!!
- 3月のライオン
- アサシンズプライド
- マギアレコード 魔法少女まどか☆マギカ外伝
- RWBY 氷雪帝国

### 原画担当
- 赤ちゃんと僕
- うる星やつら オンリー・ユー
- うる星やつら 完結篇
- シティーハンター’91
- クレヨンしんちゃん
- 流星機ガクセイバー
- 新世紀エヴァンゲリオン
- 獣の奏者 エリン
- 君に届け
- えむえむっ!
- 世紀末オカルト学院
- BLOOD-C
- もしドラ

### 絵コンテ・演出
- キングダム
- 団地ともお
- クレヨンしんちゃん